# Himno Campechano
El Himno Campechano es el himno oficial del Estado de Campeche, en México.
Fue presentado en el Teatro "Francisco de Paula Toro", el sábado 16 de septiembre de 1899. La letra del Himno Estatal fue compuesta por Enrique Novelo Ortegón y la música por Leandro Caballero García. 

## Letra
Coro

Liberales y heroicos patriotas
Que nacisteis a orillas del mar
Del guerrero clarín ya las notas
Para siempre podéis olvidar.
I

Tú, Campeche, la madre querida
De marinos audaces, valientes,
De esos hijos admira las frentes,
Que hoy adorna la oliva de paz.
Sin las luchas de tiempos pasados
Hoy en ellos descansas contenta
Y tu vida preciosa alimenta
Del trabajo el honrado jornal.
II

Son tus cantos cual cantos del ave
Que en tus bosques pacíficos vive
Y en las ramas cantando recibe,
Como tú, de los libres el sol.
Esos himnos tus hechos recuerden
Y los copie en su libro la Historia
Para grata y eterna memoria
De tu fe, tu constancia y valor.
III

Hoy caminas en medio de flores
Sin que nadie moleste tu paso;
¡Que tu dicha jamás tenga ocaso,
Que no vuelvas jamás a sufrir!
El trabajo es el único faro
Que en el mar de la paz lleva al puerto;
No le pierdas de vista y de cierto
Tuyo siempre será el porvenir.
IV

En tus vírgenes campos feraces,
El benéfico arado se mire
Como el arma que sólo conspire
A aumentar tu riqueza y tu bien.
Ya tus naves, de gloria cubiertas,
Han llevado el Pendón Mexicano
Más allá, más allá del Océano
Y admiradas han sido doquier.
V

Nada falta, Campeche querida,
A tu ser, a tu fama, a tu gloria;
Inmortal ha de ser tu memoria
Y tu nombre también inmortal.
¡Que la paz en tu suelo se
arraigue
Sin tener el menor enemigo
Y la Ciencia y las Artes contigo
Marcharán, de tu dicha a la par!
VI
Por ti son en el mundo llamados
Liberales y heroicos tus hijos,
Que al librarte de males prolijos
Sus hazañas el mundo admiró.
Si otra vez en la lucha te hallares,
Defendiendo tu suelo y tu
nombre,
En cada hijo tendrás siempre
un hombre
Que derrame su sangre en tu
honor.
Coro
Liberales y heroicos patriotas
Que nacisteis a orillas del mar
Del guerrero clarín ya las notas
Para siempre podéis olvidar.